# Кремена біла

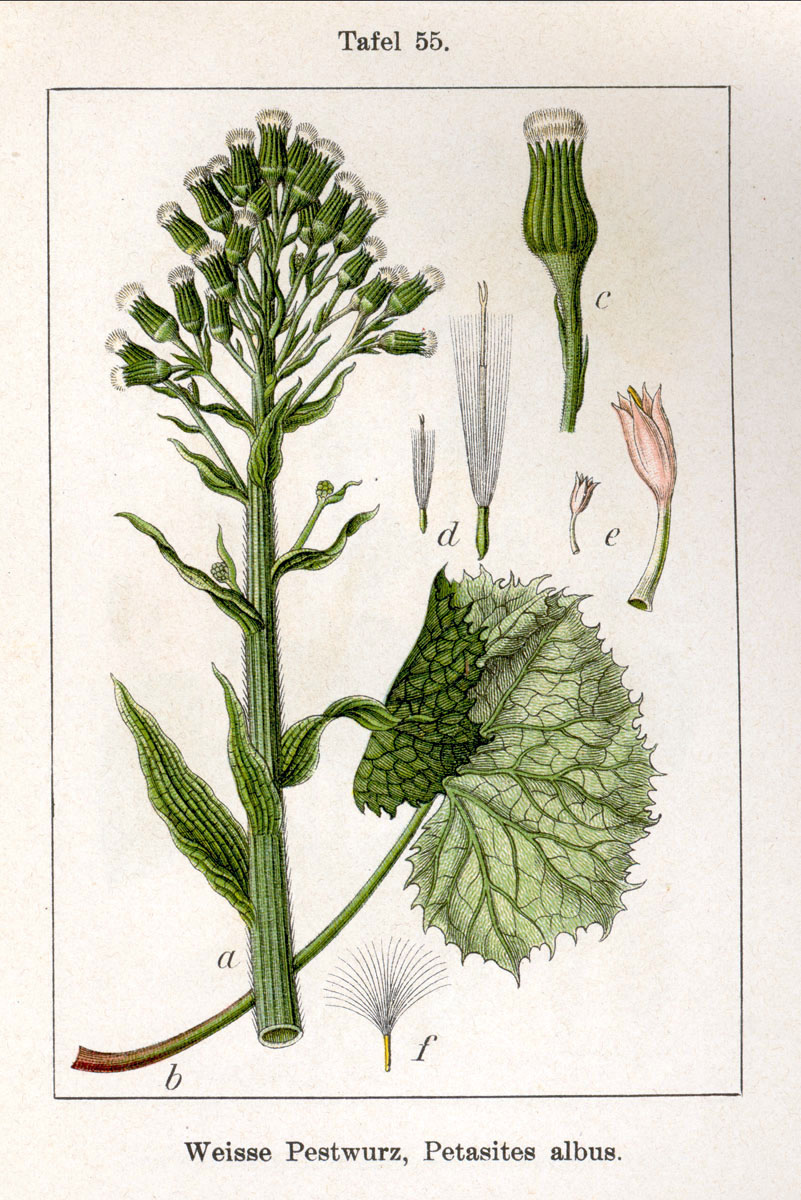
Морфологія

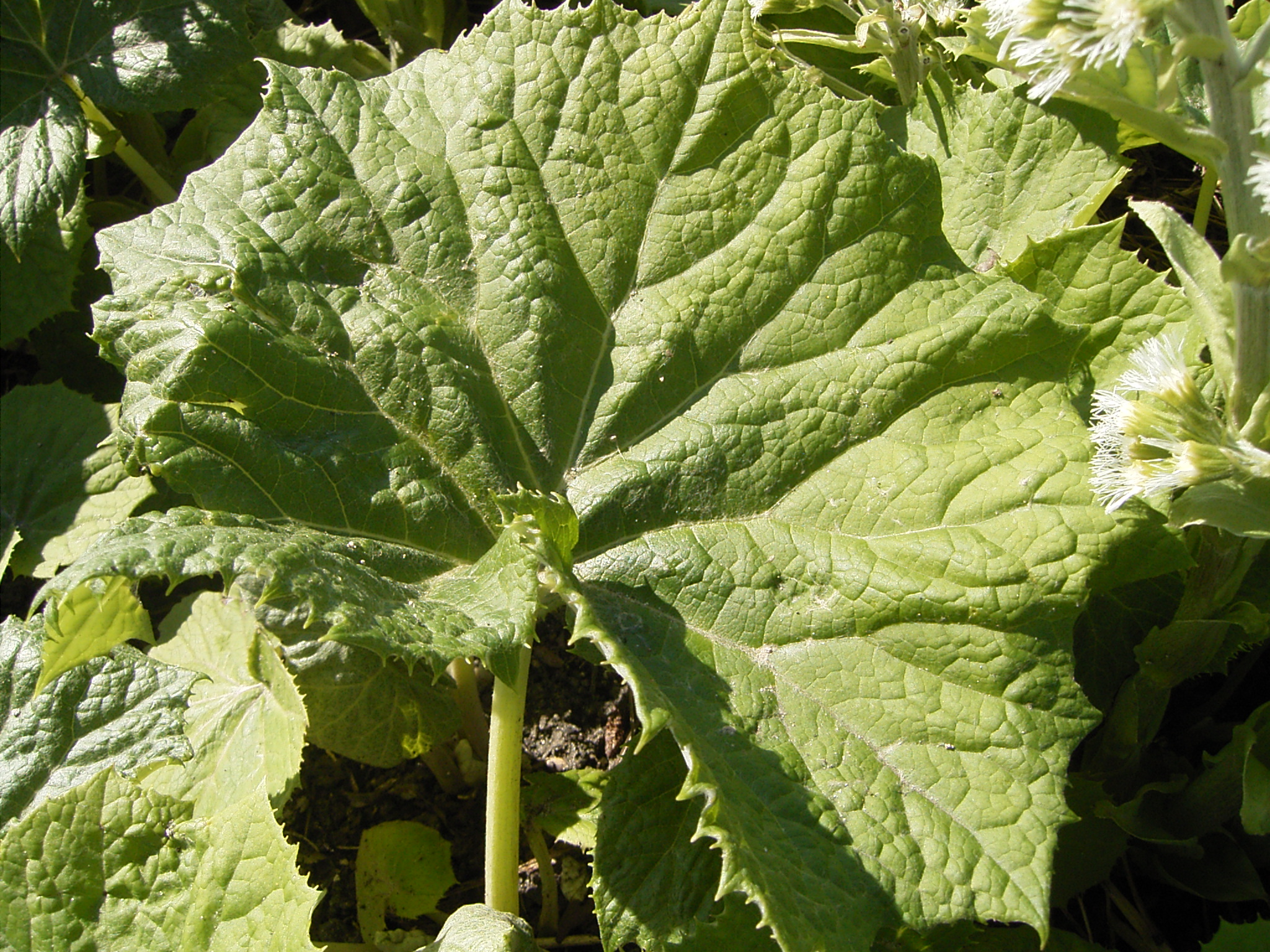
Прикореневий листок кремени білої

Кремена біла (Petasites albus) – вид покритонасінної рослини з родини айстрових. Рослина поширена в центральній Європі та на Кавказі. Росте переважно в горах, у низовинах трапляється рідко.

## Морфологія
Велика багаторічна рослина із довгим гладким кореневищем. Є рослиною дводомною.
СтеблоТовсте і м'ясисте. Весною на ньому спірально-симетрично виростають безчерешкові ланцетні листки кремово-зеленого кольору, які з ростом рослини поступово зеленішають і видовжуються. Стебла чоловічих особин досягають 40 см, жіночих — 80 см у висоту.
ЛисткиОкрім невеликих стеблових листків, кремена біла має також прикореневі, що ростуть, власне, безпосередньо з кореня. Ці листки розростаються до величезних розмірів уже після відцвітання суцвіття. Діаметр прикореневих листків сягає кількох десятків сантиметрів. Листки мають довгі черешки, що ростуть із кореневища вгору вертикально або під нахилом. Листкова пластинка має ниркоподібну форму та нерівні, зубчасті краї, а знизу її поверхня густо покрита короткими трихомами.
КвіткаКремена біла належить до рослин, які навесні розквітають найраніше. Товсті пуп'янки цієї рослини, що вигулькують з-під ґрунту, можна помітити вже в березні. Дрібні квіти кремени білої на верхівці її стебла зібрані в ботричні суцвіття. Квітка жіночої особини складається лише з маточки з довгим стовпчиком і двороздільною приймочкою, а також із папусу (який утворюється з видозміненої оцвітини). Квітка чоловічої особини має віночок із п'ятьма пелюстками, що знизу зрослися в трубочку, тичинки, що зрослися в трубочку, а також безплідну маточку. Іноді в суцвіттях чоловічих особин трапляється декілька квіток жіночого типу.
ПлідСім'янки з папусом.
Подібні видиУ горах трапляється кремена судетська (Petasites kablikianus), яка дуже схожа на кремену білу. Старіші її листки голі, тоді як трихоми на приквітниках (листках покриву суцвіття) — товсті і залозисті.

## Біологія та екологія
- Цвітіння: цвіте з березня по травень, причому зацвітає ще до появи перших листків на рослині. Листя і квіти виділяють характерний, неприємний запах. Завдяки папусу, плоди-сім'янки розносяться вітром на великі відстані.
- Оселище: росте в дуже різноманітних середовищах. Однак найбільш пишно й рясно проростає у вологих заростях на берегах річок чи джерел, у ярах, у негустих та вологих лісах, на гірських пасовищах тощо.[2][3]:771
- Фітоценологія: є діагностичним видом для All. Adenostylion alliariae[4] та Ass. Petasitetum albi[5][6].
- Кількість хромосом 2n = 60.

## Поширення
Рідним ареалом виду Petasites albus є гори центральної Європи і Кавказ. Вперше його було задокументовано 1737 року у Швеції, в Сконе (Nordstedt 1920). На Британських островах рослина є неофітом, інтродукованим у XVII столітті, і натуралізованим у Йоркширі станом на 1843 рік, але зараз цей вид поширений переважно на північному сході Шотландії.
В українських Карпатах рослина найбільш поширена на таких гірських масивах: Ґорґани, Чорногора, Мармароські гори та Східні Бескиди.